# مدرسة شاهي
مدرسة شاهي، المعروفة أيضاً بـالجامعة القاسمية، هي مدرسة إسلامية تقع في مراد آباد بولاية أتر برديش، الهند. تأسست سنة 1879م على يد الفقراء من مسلمي مراد آباد، بإشراف العالم الإسلامي محمد قاسم النانوتوي، مؤسس دار العلوم ديوبند كذلك. كانت تُعرف بداية بـ"مدرسة الغرباء"، ثم اشتهرت باسم مدرسة شاهية. وكان أول مدير لها أحمد حسن الأمروهي.

## التاريخ
تأسست المدرسة باقتراح من محمد قاسم النانوتوي عام 1879، وكان هدفها خدمة الفقراء من المسلمين، فسميت بداية "مدرسة الغرباء". عُيّن أحمد حسن الأمروهي أول مدير لها، ودرّس فيها لسبع سنوات، وتخرّج على يده علماء مثل عبد الرحمن الصديقي الأمروهي، عبد الغني الفلاوذي، محمد يحيى الشاهجهانبوري، وخادم حسين الأمروهي.
كانت المدرسة على غرار دار العلوم ديوبند، ولم تتلق أي دعم حكومي.

## الرعاة
كان أول راعٍ للمدرسة رشيد أحمد الكنكوهي. ومن الرعاة الذين تلوه: محمود حسن الديوبندي، حسين أحمد المدني، فخر الدين المرادآبادي، سيد محمد ميان الديوبندي، محمد زكريا الكاندهلوي، وأسعد المدني.

## الدورات التعليمية
تقدّم المدرسة دورات في درس نظامي، الخط العربي، الفقه الإسلامي (دورة الإفتاء)، حفظ القرآن الكريم، القراءات، والتخصص في اللغة العربية وآدابها.

## المنشورات
تصدر المدرسة مجلة شهرية باللغة الأردية باسم نداء شاهى منذ سنة 1990، وقد أصدرت أعدادًا خاصة مثل: تاريخ شاهى نمبر، حج وزيارة نمبر، ونعت النبي نمبر.